# Ramón Conde
Ramón Ángel Conde Bermúdez (Orense, 18 de diciembre de 1951) es un escultor gallego.

## Trayectoria
Realizó sus primeros estudios en su ciudad natal hasta que en 1965 se trasladó a Gijón donde estudió en la universidad laboral. En 1969 regresó a Orense, donde completó sus estudios de bachillerato. En 1971  ingresó en la Facultad de Filosofía y Letras de la Universidad de Santiago de Compostela. En 1973 residió en Madrid, donde conoció de cerca fundiciones y talleres de diversos artistas. A partir de 1974 volvió de nuevo a Orense donde desarrolla su lenguaje artístico.
En 1986 se trasladó a La Coruña donde vivió hasta 1991,instalando su estudio en el Polígono Industrial de Sabón, en Arteijo. En esos años creó sus primeras obras públicas y comenzó su proyección internacional con la participación en exposiciones como el Salon des Indépendentes, la Exposición Internacional de Nogent-sur-Marne, el Espace Delpha y Lorient. En 1991 se inauguró en la avenida Gran Vía de Vigo su obra Monumento al trabajo o Los rederos. Ese mismo año viajó a Houston como profesor visitante en la Universidad de Houston-Downtown. Vivió en esta ciudad hasta 1992. Ese año realizó una exposición en el recinto ferial Expo Sevilla y al año siguiente realizó una larga estancia en Monterrey, México.
Entre 1993 y 1999 se trasladó a Vigo e instala su estudio en Comesaña. En 1994 se inauguró en el parque escultórico de la Torre de Hércules en La Coruña su obra El Guardián o Carontey su obra Los Ramones en Orense. Tras su estancia en Vigo y hasta 2003 vivió y trabajó en Padrón. En 1999 se inauguró su escultura La Lechera en la calle del Paseo de Orense. En 2003 realizó sus primeras exposiciones en Alemania (Hannover y Kommunale Galerie de Berlín). En 2005 realizó una exposición en la calle y en el exterior del edificio del ayuntamiento de Orense.
A partir de ese año se instalan en las ciudades gallegas algunas de sus obras más famosas: El Homenaje a Coleman y Reverter en 2006 en Orense,Arco De Triunfo en 2007 en Lugo,y El Fiel contraste en 2010 en Pontevedra.
Vive en Santiago de Compostela y tiene su estudio en O Milladoiro.

## Obra
Son características de su obra sus esculturas masculinas hercúleas en bronce de modelado vigoroso, que se pueden admirar en varios espacios públicos de Galicia, como El Fiel contraste o Los rederos.
Moldeó numerosos bustos por encargo, en los que perfeccionó sus dotes como escultor y participó en concursos públicos de los que son resultado sus cabezas monumentales de Valle-Inclán, Alfredo Suárez Ferrín en La Coruña y Pablo Iglesias Posse en Orense, suficientes para conocer su evolución desde un realismo tradicional al ciplopeísmo que caracterizará su trabajo personal en el modelaje vigoroso.
Sus obras se encuentran en colecciones públicas y privadas, y también en el museo provincial de Lugo, el museo Carlos Maside de La Coruña y el CGAC de Santiago de Compostela.

## Galería de imágenes

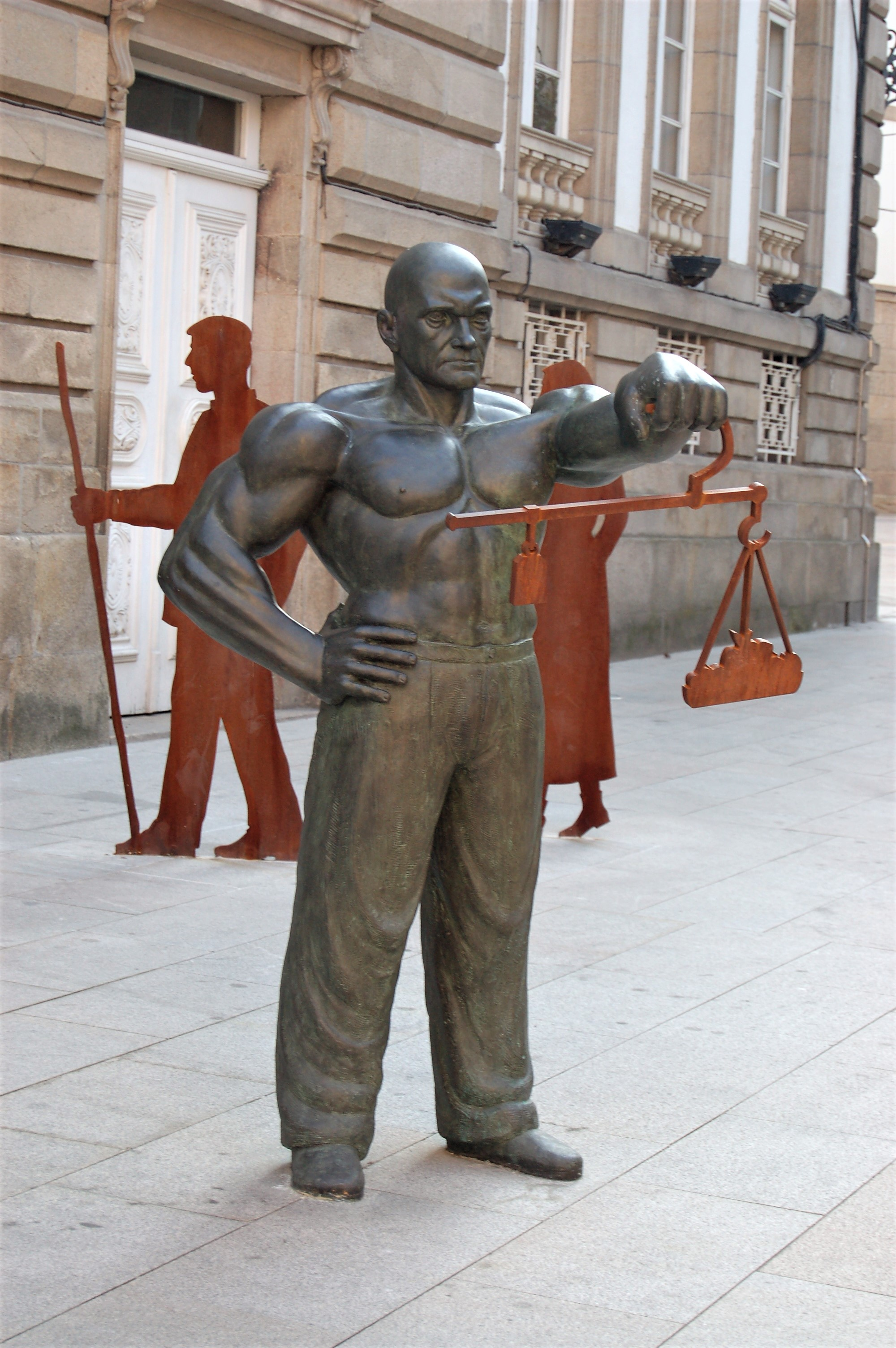
El Fiel contraste (2010, Pontevedra).
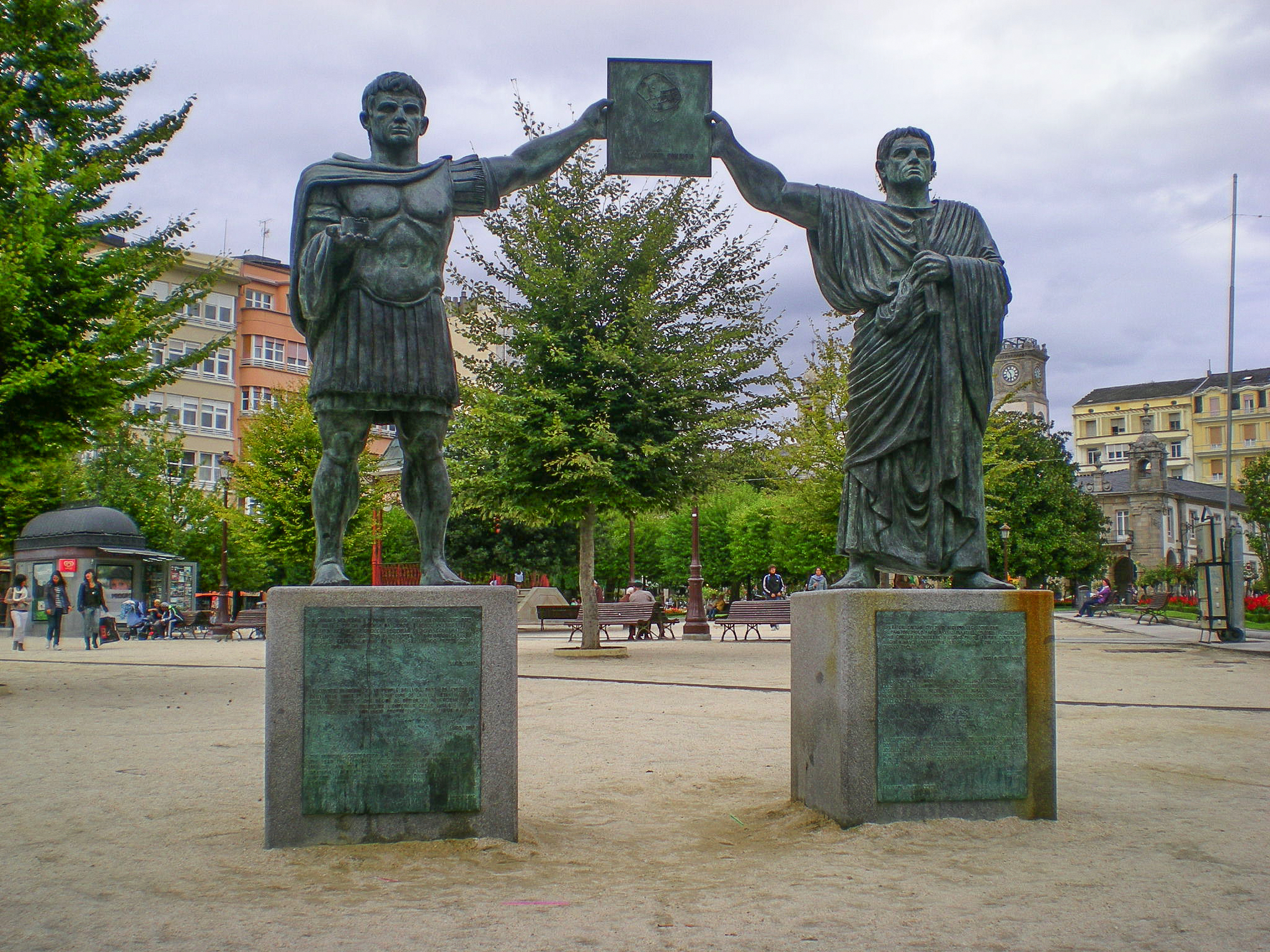
Arco de Triunfo (2007, Lugo).
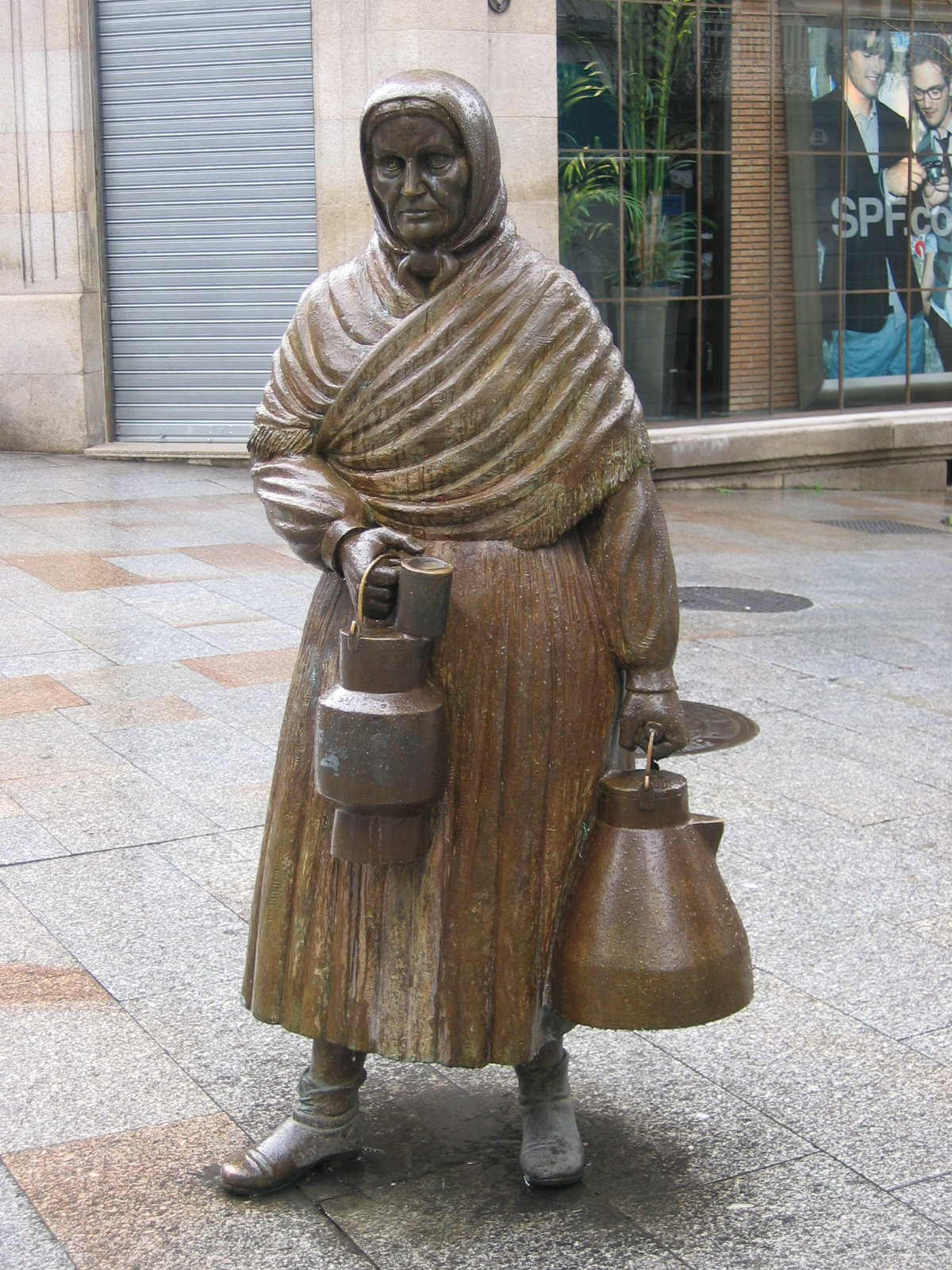
La lechera (1999, Orense).
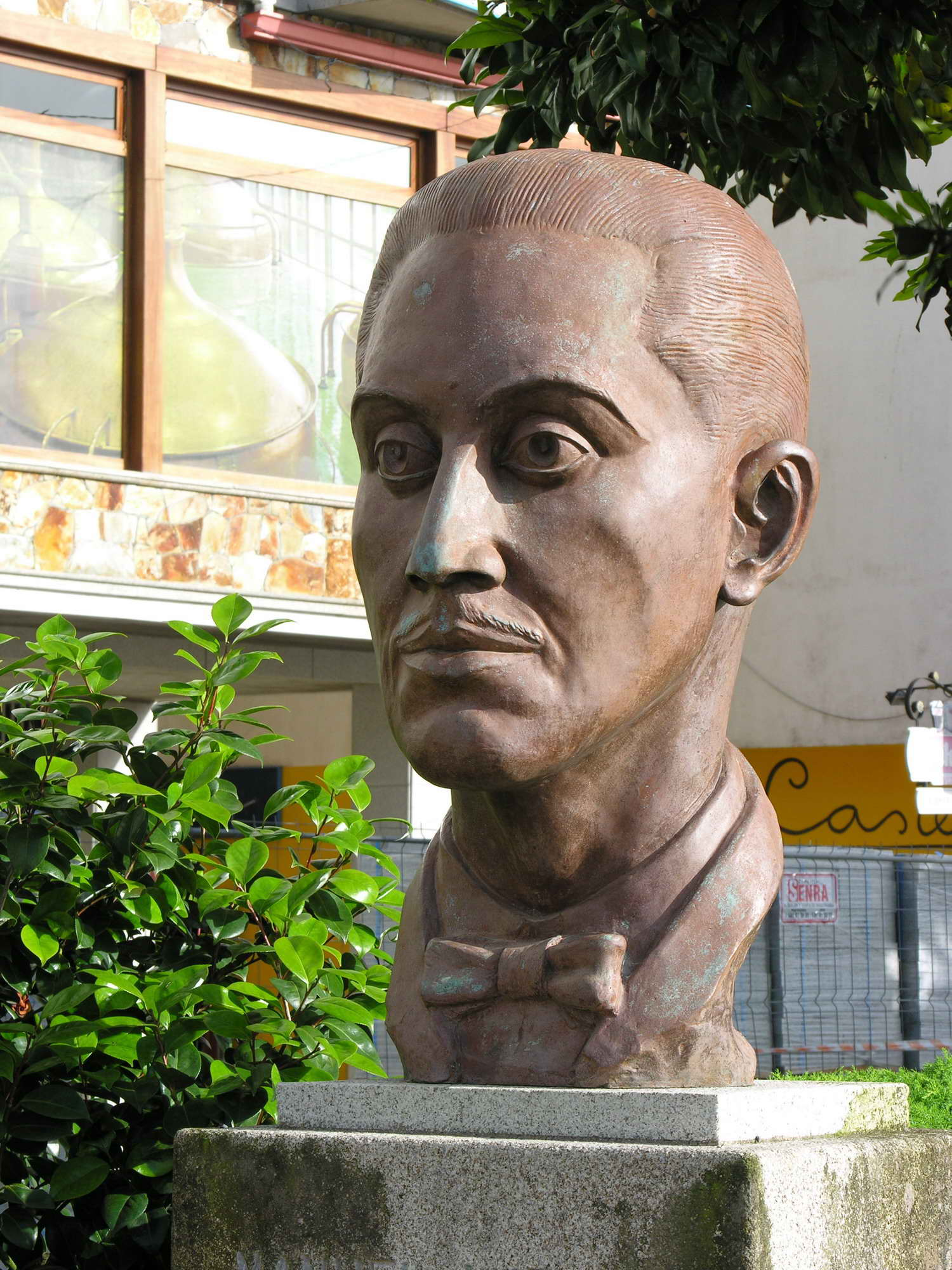
Manuel Antonio (2000, Rianjo).
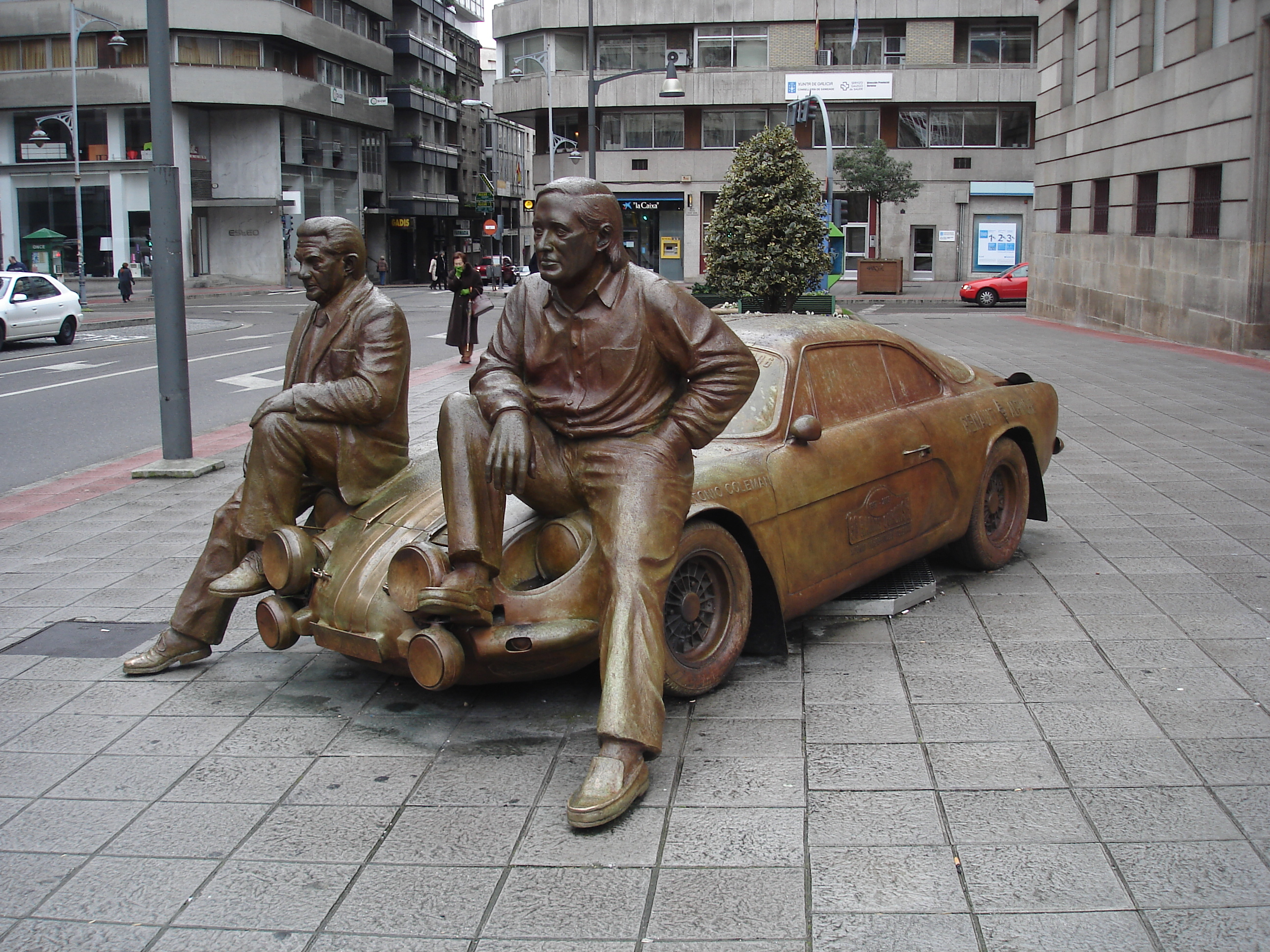
Reverter, Coleman y Alpinche (2006, Orense).
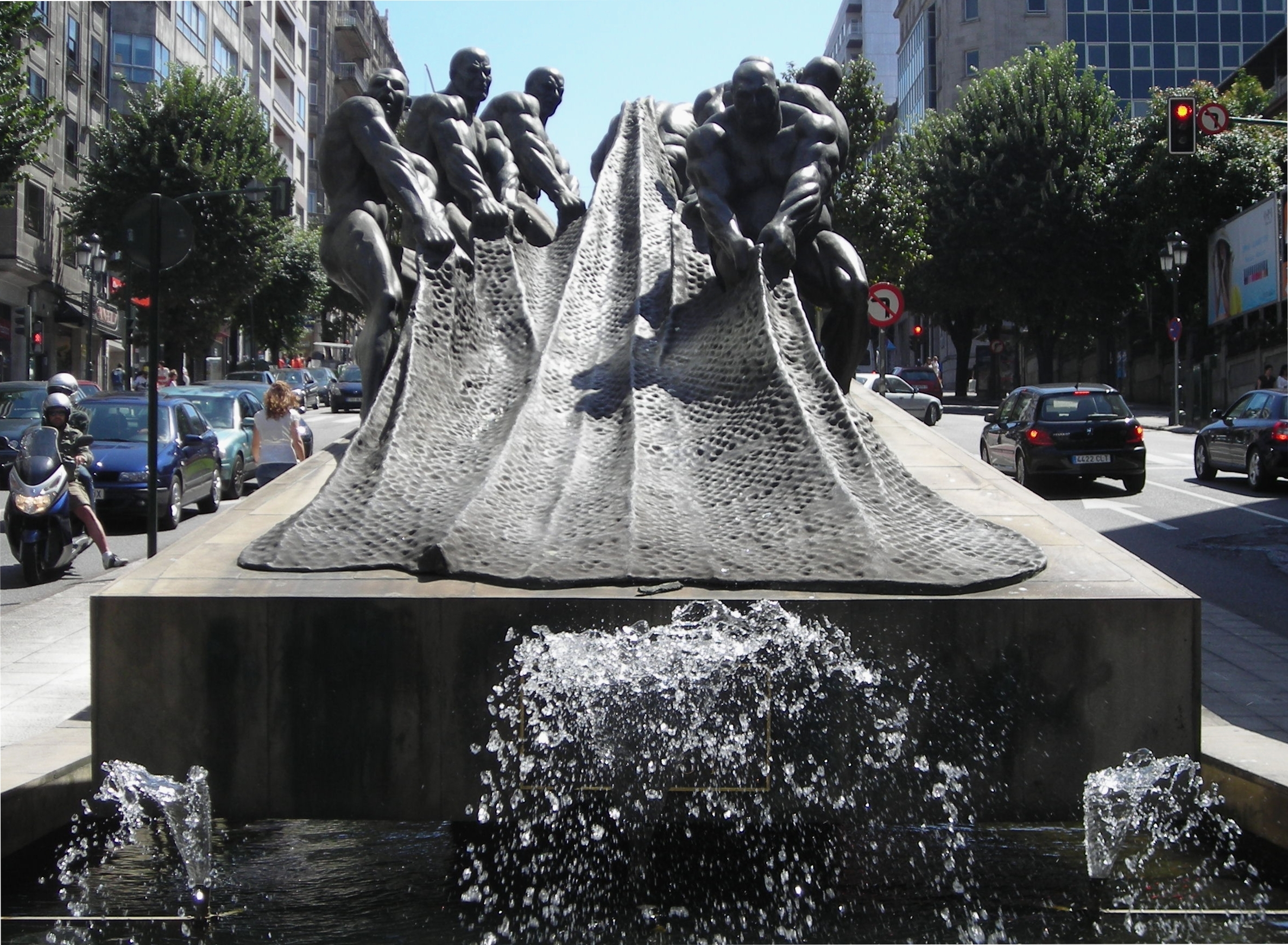
Los rederos, Monumento al trabajo (1991, Vigo).
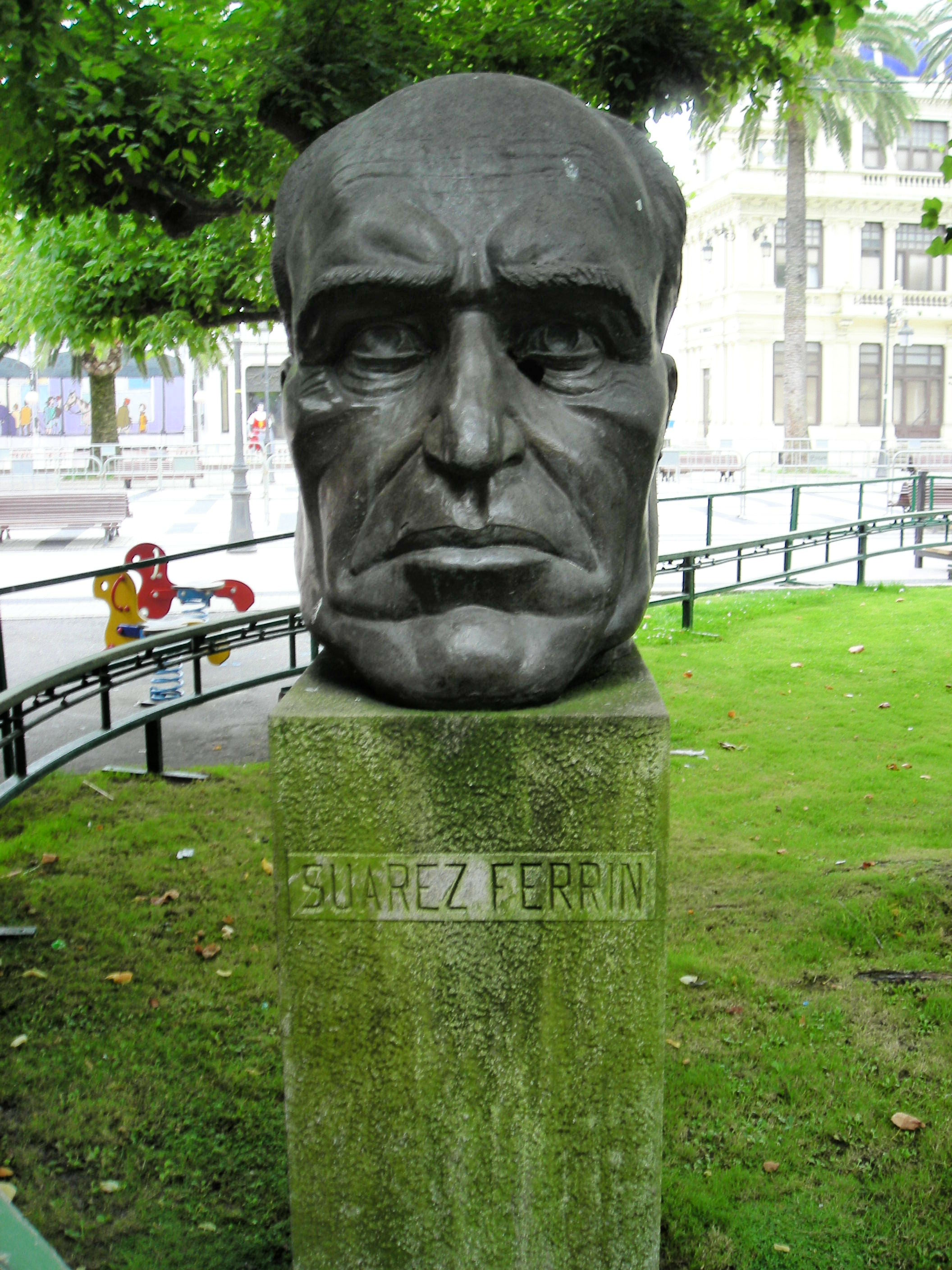
Busto de Alfredo Suárez Ferrín en los jardines de Méndez Núñez, en La Coruña.
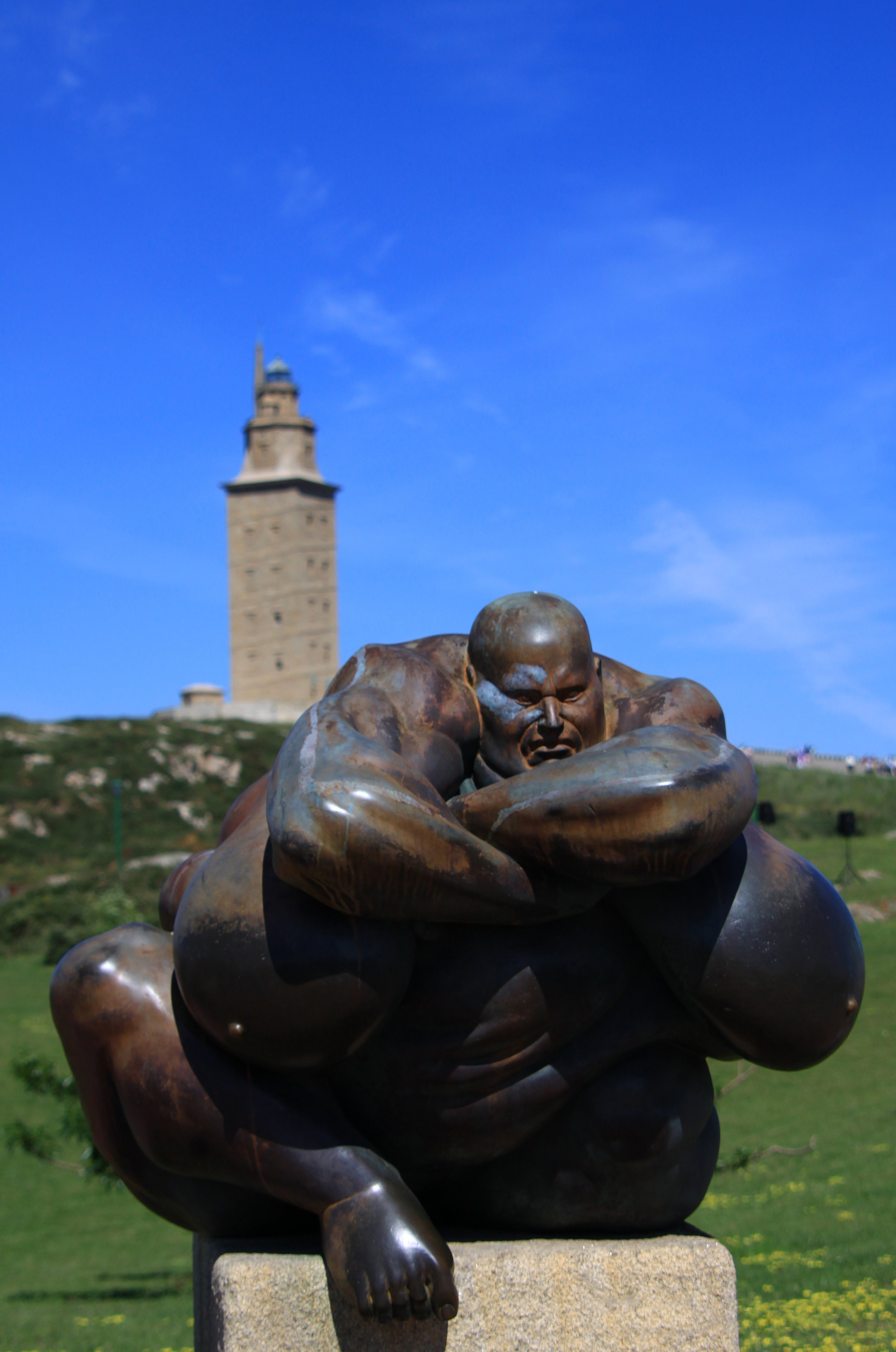
El Guardián o Caronte en el parque escultórico de la Torre de Hércules (1994, La Coruña).
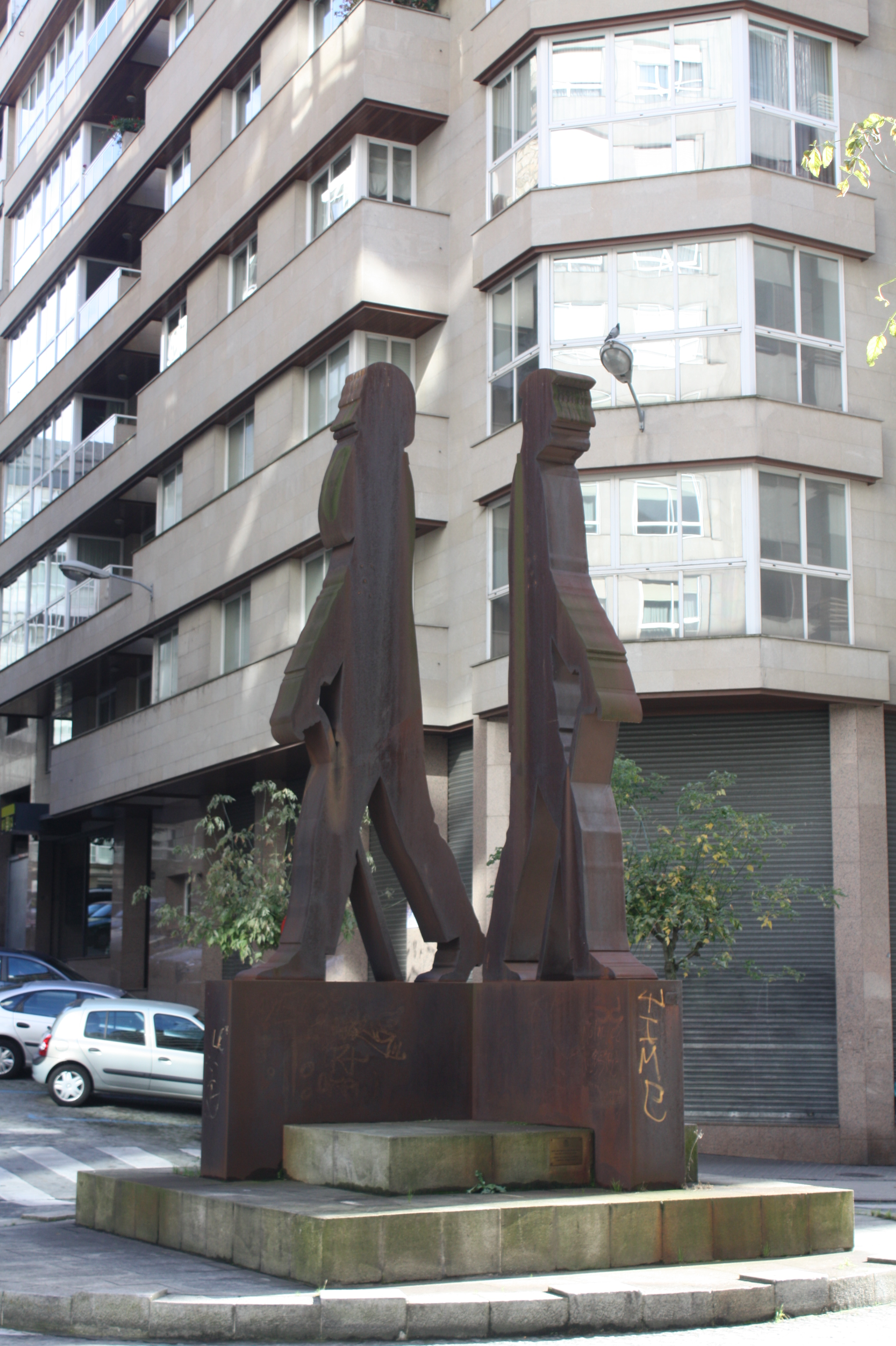
Los Ramones (1994, Orense).
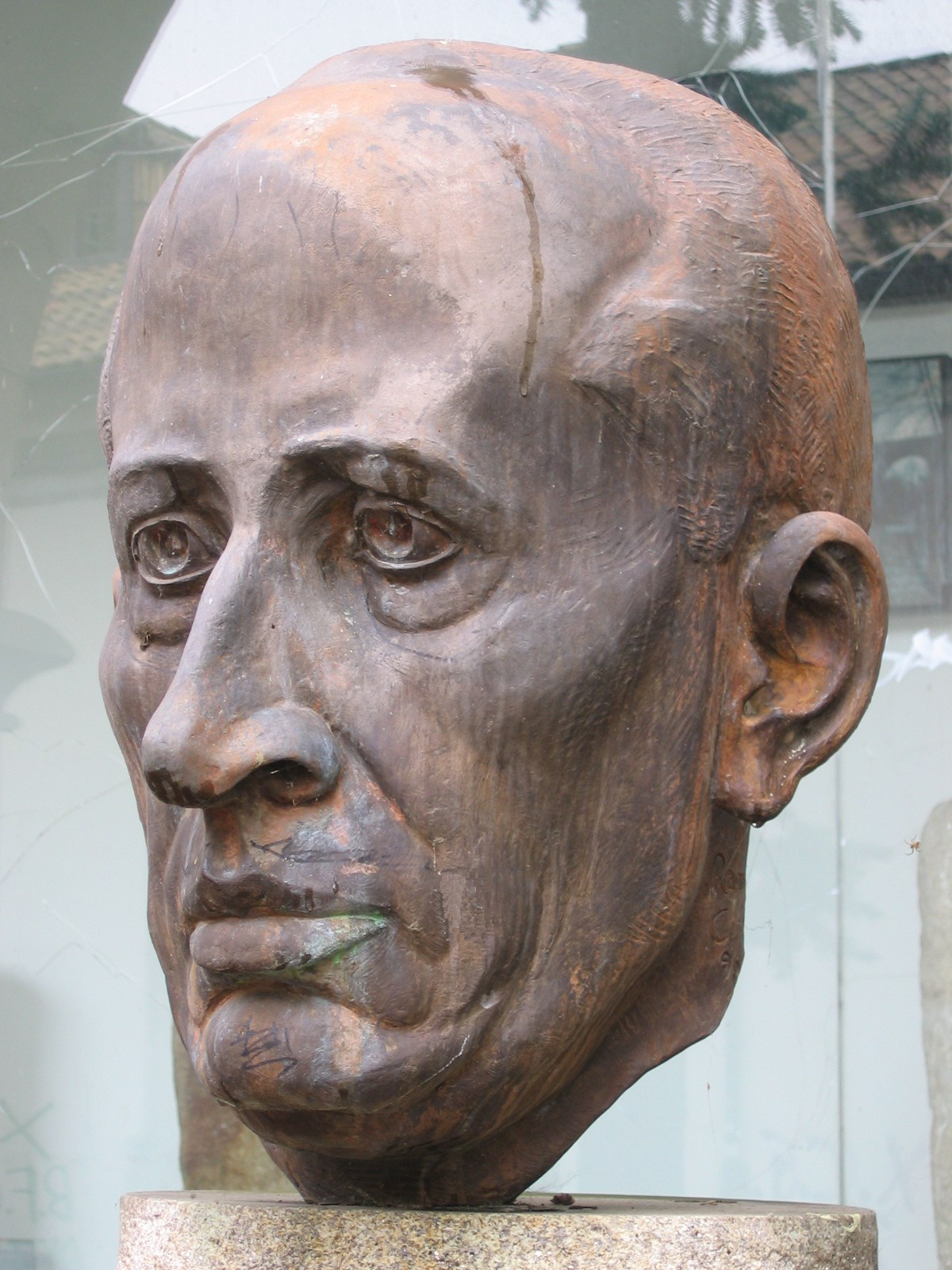
Xesús Ferro Couselo (1996, Orense).
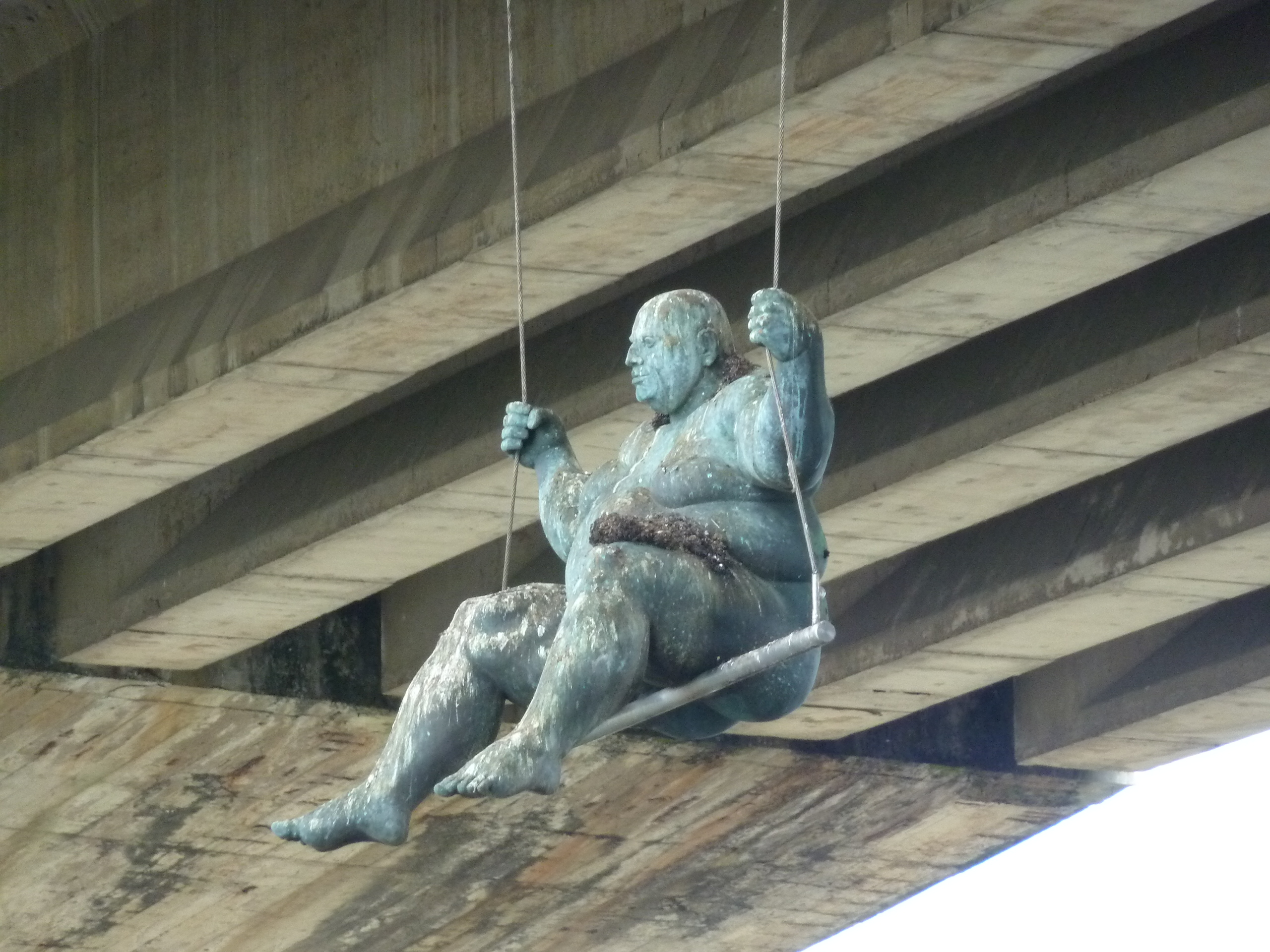
El Columpio (1998, El Burgo)